# توسعه پایدار

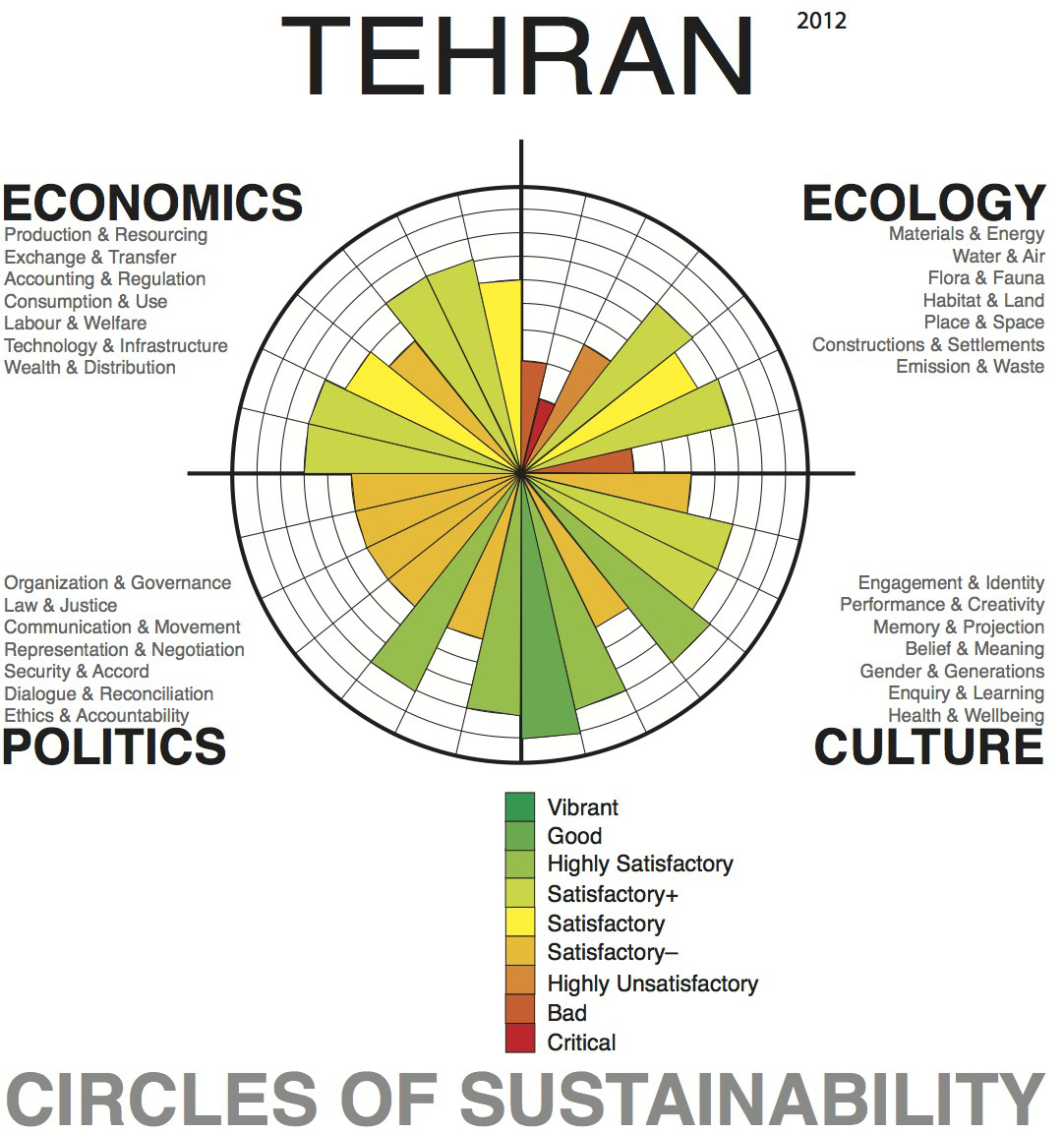
نمودار حلقه‌های پایداری شهری تهران سطح ۱، سال ۲۰۱۲، روش «حلقه‌های پایداری» روشی است که توسط سازمان ملل برای بررسی میزان پیشرفت شهرها در توسعهٔ پایدار استفاده می‌شود.

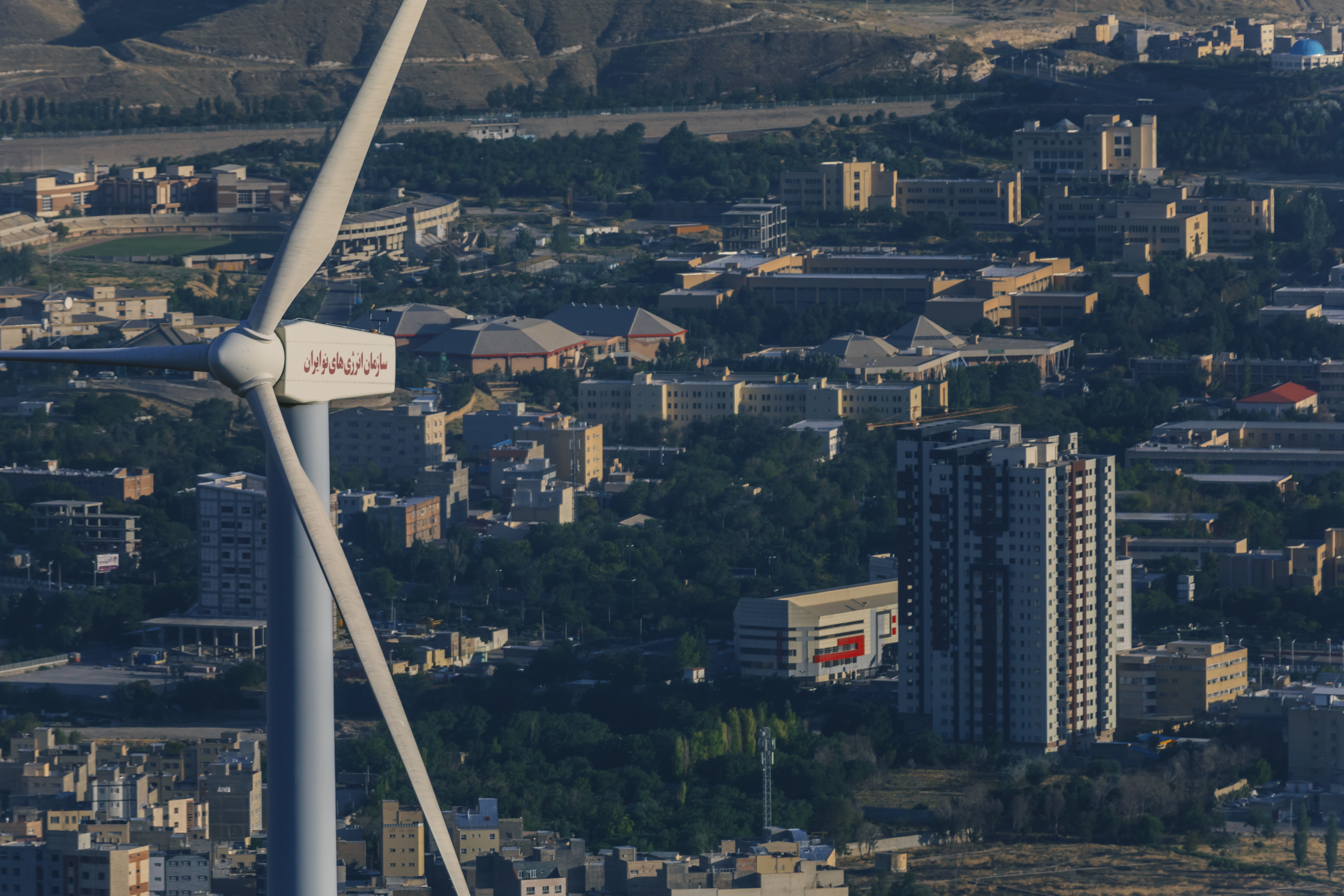
باد نیز از دیگر انرژی‌های تجدید پذیری است که باعث توسعه پایدار می‌شود

توسعهٔ پایدار (به انگلیسی: Sustainable development) مفهومی است که به واسطهٔ پیامدهای منفی زیست‌محیطی و اجتماعی ناشی از رویکردهای توسعهٔ یک‌جانبهٔ اقتصادی پس از انقلاب صنعتی و تغییر نگرش بشر به مفهوم رشد و پیشرفت پدید آمده است. این مفهوم تلاش دارد که با نگاهی نو به توسعه، اشتباهات گذشته بشری را تکرار نکند و توسعه‌ای همه‌جانبه و متوازن را رقم بزند.
توسعهٔ پایدار فرایندی است که آینده‌ای مطلوب را برای جوامع بشری متصور می‌شود که در آن شرایط زندگی و استفاده از منابع، بدون آسیب رساندن به یکپارچگی، زیبایی و ثبات نظام‌های حیاتی، نیازهای انسان را برطرف می‌سازد. توسعهٔ پایدار راه‌حل‌هایی را برای الگوهای فانی ساختاری، اجتماعی و اقتصادی توسعه ارائه می‌دهد تا بتواند از بروز مسائلی همچون نابودی منابع طبیعی، تخریب سامانه‌های زیستی، آلودگی، تغییر اقلیم، افزایش بی‌رویهٔ جمعیت، بی‌عدالتی و پایین آمدن کیفیت زندگی انسان‌های حال و آینده جلوگیری کند. توسعهٔ پایدار فرایندی است در استفاده از منابع، هدایت سرمایه‌گذاریها، جهت‌گیری توسعهٔ فناوری و تغییرات نهادی، با نیازهای حال و آینده سازگار باشد.
توسعهٔ پایدار که از دههٔ ۱۹۹۰ بر آن تأکید شد جنبه‌ای از توسعهٔ انسانی و در ارتباط با محیط زیست و نسل‌های آینده است. هدف توسعهٔ انسانی پرورش قابلیت‌های انسانی محسوب می‌شود. توسعهٔ پایدار به عنوان یک فرایند در حالی که لازمهٔ بهبود و پیشرفت است، اساس بهبود وضعیت و رفع کاستی‌های اجتماعی و فرهنگی جوامع پیشرفته را فراهم می‌آورد و باید موتور محرکهٔ پیشرفت متعادل، متناسب و هماهنگ اقتصادی، اجتماعی و فرهنگی تمامی جوامع و به ویژه کشورهای در حال توسعه باشد. توسعهٔ پایدار سعی دارد به پنج نیاز اساسی زیر پاسخ گوید: تلفیق حفاظت و توسعه، تأمین نیازهای اولیهٔ زیستی انسان، دست‌یابی به عدالت اجتماعی، خودمختاری و تنوع فرهنگی و حفاظت از یگانگی اکولوژیکی.
از این رو، تمرکز توسعه پایدار بسیار گسترده‌تر از صرفاً محیط زیست است. این همچنین در مورد اطمینان از یک جامعهٔ قوی، سالم و عادلانه می‌باشد. این به معنای رفع نیازهای متنوع همه افراد در جوامع موجود و آینده، ارتقای رفاه شخصی، انسجام و شمول اجتماعی، و ایجاد فرصت‌های برابر است.
توسعهٔ پایدار فرایندی است برای به دست آوردن پایداری در هر فعالیتی که نیاز به منابع و جایگزینی سریع و یکپارچه آن وجود دارد. توسعهٔ پایدار در کنار رشد اقتصادی و توسعهٔ بشری در یک جامعه یا یک اقتصاد توسعه یافته، سعی در تحصیل توسعه مستمر، ورای توسعهٔ اقتصادی دارد.

## تاریخچه
اصطلاح توسعهٔ پایدار (Sustainable development) نخستین بار توسط باربارا وارد (B.Ward._Cocoyoe-1970) در اعلامیهٔ کوکویاک دربارهٔ محیط زیست و توسعه به کار رفت. توسعه پایدار ریشه در ایده‌های مربوط به مدیریت پایدار جنگل‌ها دارد که در اروپا در قرن‌های ۱۷ و ۱۸ توسعه یافت. در پاسخ به افزایش آگاهی از کاهش منابع چوب در انگلستان، جان اولین در مقاله‌ای به نام “Sylva” در سال ۱۶۶۲، بیان کرد که “کاشت و کار درختان باید به عنوان یک وظیفه ملی هر مالک زمین در نظر گرفته شود تا از بهره‌برداری بیش از حد از منابع طبیعی جلوگیری شود."
در سال ۱۷۱۳، هانس کارل فون کارلوویتز، مدیر ارشد معدن در خدمت فردریک آگوستوس اول از ساکسونی، کتابی به نام “Sylvicultura Economics” را منتشر کرد که یک اثر ۴۰۰ صفحه ای در مورد جنگلداری بود. فون کارلوویتز با تکیه بر ایده‌های جان اولین و وزیر فرانسوی ژان باپتیست کولبر، مفهوم مدیریت جنگل‌ها برای بهره‌برداری پایدار را توسعه داد. کار او بر دیگران از جمله الکساندر فون هومبولت و گئورگ لودویگ هارتیگ تأثیر گذاشت و در نهایت منجر به توسعه علم جنگل‌داری شد.
این به نوبه خود بر افرادی مانند گیفورد پینچوت، اولین رئیس سازمان جنگلداری ایالات متحده تأثیر گذاشت، که رویکردش به مدیریت جنگل با ایده استفاده خردمندانه از منابع هدایت شد، و همچنین بر آلدو لئوپولد که اخلاق زمین او در توسعه جنبش زیست‌محیطی در دهه ۱۹۶۰ میلادی تأثیرگذار بود، تأثیر گذاشت.
پس از انتشار کتاب بهار خاموش، ریچل کارسون در سال ۱۹۶۲، جنبش در حال توسعه محیط زیست توجه را به رابطه بین رشد اقتصادی و تخریب محیط زیست جلب کرد. کنت ای. بولدینگ در مقاله تأثیرگذار خود به نام «اقتصاد سفینه فضایی آینده زمین» که در سال ۱۹۶۶ منتشر شد، نیاز سیستم اقتصادی را برای تطبیق خود با سیستم اکولوژیکی با منابع محدودش شناسایی کرد. نقطه عطف دیگر مقاله سال ۱۹۶۸ توسط گرت هاردین بود که اصطلاح «تراژدی عوام» را رایج کرد.
پیوند مستقیم بین پایداری و توسعه در مفهوم معاصر را می‌توان در اوایل دهه ۱۹۷۰ دنبال کرد. «استراتژی پیشرفت»، کتابی در سال ۱۹۷۲ (به زبان آلمانی) توسط ارنست باسلر، توضیح می‌دهد که چگونه مفهوم پایداری، که در گذشته به حفظ جنگل‌ها برای تولید چوب در آینده مرتبط بود، می‌تواند به صورت مستقیم به اهمیت حفظ منابع زیست‌محیطی برای حفظ دنیا برای نسل‌های آینده منتقل شود. در همان سال، رابطه متقابل محیط زیست و توسعه به‌طور رسمی در یک مدل شبیه‌سازی پویا که در گزارش کلاسیک محدودیت‌های رشد گزارش شده بود، نشان داده شد.
این به سفارش باشگاه رم و توسط گروهی از دانشمندان به رهبری دنیس و دونلا میدوز از موسسه فناوری ماساچوست نوشته شده است. نویسندگان با توصیف «وضعیت تعادل جهانی» مطلوب نوشتند: «ما در جستجوی خروجی مدلی هستیم که نشان دهنده یک سیستم جهانی است که بدون فروپاشی ناگهانی و کنترل نشده پایدار است و قادر به برآوردن نیازهای اساسی مادی همه مردمش باشد.» همچنین در سال ۱۹۷۲ کتاب تأثیرگذار، طرحی برای بقا منتشر شد.
در سال ۱۹۷۵، یک گروه تحقیقاتی MIT جلسات ده روزه ای را در مورد «رشد و پیامدهای آن برای آینده» برای کنگره ایالات متحده برگزار کرد که اولین جلسه استماع در مورد توسعه پایدار بود. در سال ۱۹۸۰، اتحادیه بین‌المللی حفاظت از طبیعت (IUCN)، برنامه‌ای به نام «استراتژی حفظ جهانی» را منتشر کرد که شامل یکی از اولین مراجع به توسعه پایدار به عنوان اولویت جهانی بود و اصطلاح «توسعه پایدار» را معرفی کرد. دو سال بعد، منشور جهانی سازمان ملل متحد برای طبیعت پنج اصل حفاظت را مطرح کرد که بر اساس آن رفتار انسان بر طبیعت باید هدایت و قضاوت شود.
از زمان گزارش بروندلند، مفهوم توسعه پایدار فراتر از چارچوب بین نسلی اولیه توسعه یافته است تا بر هدف «رشد اقتصادی فراگیر اجتماعی و زیست‌محیطی پایدار» تمرکز کند. در سال ۱۹۹۲، کنفرانس سازمان ملل در مورد محیط زیست و توسعه، منشور زمین را منتشر کرد، که در آن ساختار یک جامعه جهانی عادلانه، پایدار و صلح آمیز در قرن بیست و یکم ترسیم شده است. برنامه عملیاتی دستورالعمل ۲۱ برای توسعه پایدار، اطلاعات، یکپارچگی و مشارکت را به عنوان اجزای کلیدی برای کمک به کشورها برای دستیابی به توسعه ای که این ارکان وابسته به یکدیگر را، شناسایی کرد. علاوه بر این، دستور کار ۲۱ تأکید می‌کند که مشارکت گسترده مردم در تصمیم‌گیری، پیش نیاز اساسی برای دستیابی به توسعه پایدار است. پیمان ریو یک جهش بزرگ به جلو بود: برای اولین بار، جهان در مورد برنامه پایداری به توافق رسید. در واقع، اجماع جهانی با نادیده گرفتن اهداف مشخص و جزئیات عملیاتی تسهیل شد. سند ۲۰۳۰ یونسکور (SDGs) اکنون اهداف مشخصی دارند (برخلاف نتایج پیمان ریو) اما هیچ روشی مشخصی برای تحریم ندارند. شاخصه‌های توسعهٔ پایدار را می‌توان در چهار گروه: اجتماعی، اقتصادی، بنیادی و زیست‌محیطی مطرح و بررسی نمود.

## تعریف

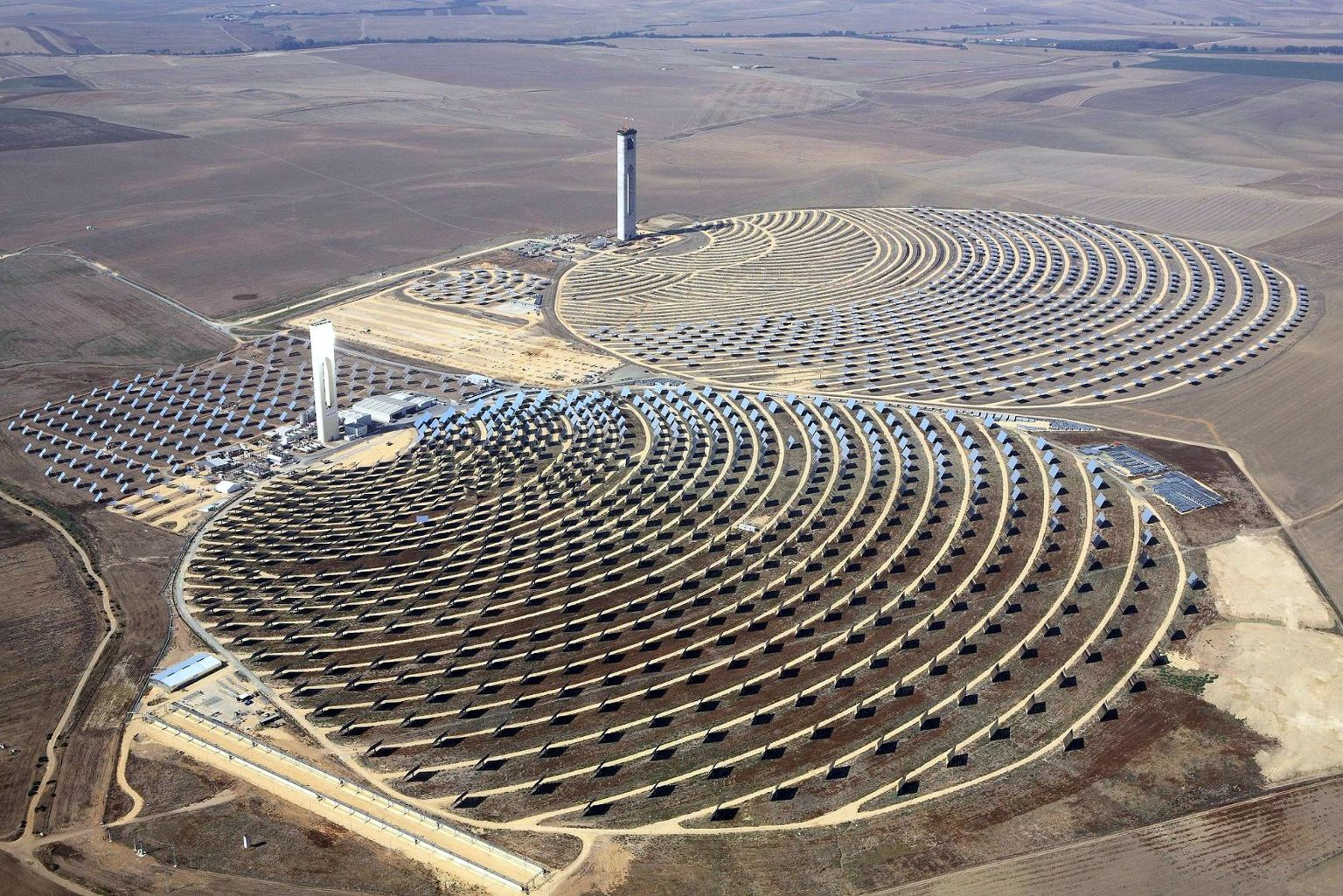
بهره‌گیری از انرژی‌های تجدیدپذیر مانند انرژی خورشیدی باعث توسعهٔ پایدار می‌شود..

واژهٔ «sustain» به معنای پایدار می‌باشد و همچنین در فارسی به معنای حیات، زنده نگهداشتن، استمرار و آنچه که می‌تواند در آینده تداوم داشته باشد، است. یک ایده و اصطلاح بسیار گسترده، که معانی متفاوت و بسیاری دارد، در نتیجه فراوانی این معانی، صاحب‌نظران واکنش‌های فراوان و متفاوتی را در این حیطه ارائه کرده‌اند. مفهوم توسعهٔ پایدار، یک نوع تلاش برای ترکیب مفاهیم در حال رشد حوزه‌هایی از موضوعات محیطی در کنار موضوعات اجتماعی-اقتصادی می‌باشد.
توسعهٔ پایدار یک تغییر مهم در فهم رابطهٔ انسان و طبیعت و انسان‌ها با یکدیگر است. این مسئله با دیدگاه دو سدهٔ گذشته انسان که بر پایهٔ جدایی موضوعات محیطی و اجتماعی و اقتصادی شکل گرفته بود در تضاد است. در دو سدهٔ گذشته، این تصور حاکم بود که محیط به‌طور عمده به عنوان یک عامل خارجی و تنها برای استفاده و استثمار انسان در نظر گرفته می‌شد. در این دیدگاه، ارتباط انسان و محیط، به صورت غلبه انسان بر طبیعت بوده و بر این باور استوار بود که دانش و فناوری بشر می‌تواند بر تمام موانع محیطی و طبیعی برتری یابد. این دیدگاه مرتبط با توسعهٔ سرمایه‌داری و انقلاب صنعتی و علم مدرن می‌باشد. همان‌طور که بیکن یکی از پایه‌گذاران علم مدرن، آن را مطرح می‌کند: جهان برای بشر ساخته می‌شود و نه بشر برای جهان. دیدگاه مدیریت محیطی بر پایهٔ مدیریت منابع طبیعی بود که تصدیق می‌کرد، بشر نیاز به منابع طبیعی دارد و این منابع می‌بایست به جای استفاده سریع و بدون برنامه، به درستی مدیریت شوند تا حداکثر استفاده از آن‌ها طی سالیان طولانی میسر گردد.
همچنین علم اقتصاد بر موضوع ارتباط انسان و رشد اقتصادی تأکید دارد، که در نتیجه آگاهی و استفاده از آن، موجب افزایش تولیدات، به عنوان یک اولویت، مطرح می‌گردد. این نگرش، کلیدی بود برای ایجاد رفاه در زندگی بشر چون از طریق رشد اقتصادی، فقر و تهیدستی می‌توانست از میان برود.
مفهوم توسعهٔ پایدار، حاصل رشد و آگاهی از پیوندهای جهانی، مابین مشکلات محیطی در حال رشد، موضوعات اجتماعی، اقتصادی، فقر و نابرابری و نگرانی‌ها دربارهٔ یک آینده سالم برای بشر است. توسعهٔ پایدار، مسائل محیطی، اجتماعی و اقتصادی را به هم پیوند می‌دهد. توسعهٔ پایدار، در کمیسیون استراتژی حفاظت جهان که توسط اتحادیهٔ بین‌المللی حفاظت از طبیعت در سال ۱۹۸۰ میلادی تشکیل شده بود، مدون گردید. به علاوه، با این موضوع توسط کمیتهٔ جهانی توسعه و محیط عناوین آیندهٔ مشترک ما، در سال ۱۹۸۷ میلادی و حفظ زمین در سال ۱۹۹۱ میلادی، نیز مطرح گشته است.
در سال ۱۹۷۸ میلادی، کمیتهٔ جهانی توسعه و محیط یا همان کمیسیون بروندلند تعریف جامع از توسعهٔ پایدار ارائه می‌دهند که بنا بر آن بشریت توانایی توسعهٔ پایدار را دارد اگر بتواند تضمین کند نیازهای حال را بدون به خطر افتادن توانایی نسل‌های آینده برای تأمین نیازهایشان، فراهم می‌آورد.
از زمان کنفرانس سازمان ملل با عنوان توسعه و محیط که در سال ۱۹۹۲ میلادی در ریو دو ژانیرو برگزار شد، عنوان «توسعه»، به یکی از حساس‌ترین و مهم‌ترین کلمات در مباحثات تبدیل شده است.
در سال ۱۹۹۲ در «کنفرانس زمین» توسعهٔ پایدار چنین تعریف شد: «رفع نیازهای نسل حاضر بدون مصالحه با نسل‌های آینده در راستای تأمین نیازهایشان.»
کمیسیون جهانی محیط زیست، توسعهٔ پایدار را این‌گونه تعریف می‌کند: «توسعهٔ پایدار فرایند تغییری است در استفاده از منابع، هدایت سرمایه‌گذاری‌ها، سمت‌گیری توسعهٔ فناوری و تغییری نهادی است که با نیازهای حال و آینده سازگار باشد».
کمیسیون «بروندلند» دربارهٔ توسعهٔ پایدار می‌گوید: «توسعهٔ پایدار به عنوان یک فرایند، لازمهٔ بهبود و پیشرفت وضعیت و از میان بردن کاستی‌های اجتماعی و فرهنگی جوامع پیشرفته است و باید موتور محرکهٔ پیشرفت متعادل، متناسب و هماهنگ اقتصادی، اجتماعی و فرهنگی تمامی جوامع، به ویژه کشورهای در حال توسعه باشد.»
توسعهٔ پایدار توسعه‌ای است که بتواند نیازهای کنونی سازمان را بدون خدشه‌دار کردن به توانایی‌های نسل آینده در برآورد ساختن نیازهایشان پاسخ گوید. در این تعریف حق هر نسل در برخورداری از همان مقدار سرمایهٔ طبیعی که در اختیار دیگر نسل‌ها قرار داشته به رسمیت شناخته شده و استفاده از سرمایهٔ طبیعی در حد بهره آن مجاز شمرده شده است. توسعهٔ پایدار چشم‌اندازی مهم و نو در مدیریت و سیاستگذاری عمومی است که به‌طور گسترده‌ای خارج از ایالات متحده ظهور یافته است. این مفهوم تلاش می‌کند تا به نحو روشنتری نتایج آینده رفتارهای کنونی را مورد توجه قرار دهد.
توسعهٔ پایدار زمینه‌های مختلفی را مورد توجه قرار می‌دهد: تأثیر گازهای گلخانه‌ای، تغییرات آب و هوایی، تخریب لایه ازن، تخریب زمین، کاهش منابع غیر تجدیدپذیر، آلودگی هوای شهرها.
پایداری وضعیتی است که در آن مطلوبیت و امکانات موجود در طول زمان کاهش نمی‌یابد و به توانائی اکوسیستم‌ها برای تداوم کارکرد در آینده نامحدود مربوط می‌شود بدون آنکه به تحلیل منابع یا استفاده بیش از حد منابع منجر شود. «پایداری، شرایطی است که در آن سیستم‌های اجتماعی و طبیعی در کنار هم و به شکل نامحسوس کار می‌کنند. اما این مفهوم هنوز هم توسط برخی سازمان‌های بین‌المللی مثل بانک جهانی در زمینهٔ چشم‌انداز رشد مورد استفاده قرار می‌گیرد». توسعهٔ پایدار یک ایده و اصطلاح گسترده است که معانی متفاوتی دارد همین موضوع موجب برانگیزش واکنش‌های مختلف در این زمینه شده است. مفهوم توسعهٔ پایدار تلاشی برای ترکیب مفاهیم در حال رشد حوزه‌ای از موضوعات محیطی با موضوعات اجتماعی اقتصادی می‌باشد.
برخی از صاحب نظران پایداری را نوعی نگرش به آینده می‌دانند که در واقع نقشهٔ مسیری می‌باشد که بر روی مجموعه‌ای از ارزش‌ها و اصول اخلاقی و معنوی متمرکزاست. توسعهٔ پایدار یک حالت ثابت از هماهنگی را ندارد، بلکه دارای یک فرایند تغییر در چیزی است که استخراج از معادن جهت سرمایه‌گذاری و راهبردی توسعهٔ تکنولوژی و تغییر نهادی را سازگار با نیازهای آتی همانند نیازهای امروز می‌سازد.

## دیدگاه‌ها در ارتباط با توسعهٔ پایدار
- پایداری فناوری
- پایداری اکولوژیکی[۲۰]

### پایداری فناوری
عقاید این گروه بر آن است که دستیابی به توسعهٔ پایدار در تمام زمینه‌ها در قالب سیستم و مکانیسم حاکم بر عرصه‌های سیاسی و اقتصادی و اجتماعی موجود امکان‌پذیر است. به عقیدهٔ این گروه هر مشکلی دارای یک پاسخ و راه‌حل فناوری است و جایی برای ترس و نگرانی وجود ندارد.

### پایداری اکولوژیکی
پیروان این گروه معتقدند که ساختار موجود در جوامع امروزی ناپایدارند و رسیدن به توسعهٔ پایدار نیازمند یک شیوه و طرز تفکر نو برای تغییر این ساختارهاست. آن‌ها معتقدند که باید در ساختار سیستم‌های سیاسی اقتصادی و اجتماعی موجود تغییراتی داده شود. پایداری اکولوژیکی راه‌حل‌هایی ارائه می‌دهد که در ابتدا نیازمند تجدید نظر در ارتباط با کشاورزی، مسکن، انرژی، طراحی شهری، حمل ونقل، اقتصاد، خانواده، منابع مصرفی، جنگلداری، بیابانها و ارزش‌های اصلی زندگی‌مان باشد.
ویژگی این نظریه:
- معتقد به برخورد با مشکلات به صورت اساسی و ریشه‌ای است.
- تغیرات ساختاری را الزاماً به معنی جایگزینی سیستم‌های موجود نمی‌داند.
- فناوری را نفی نمی‌کند بلکه آن را جزئی از طبیعت می‌داند که باید با طبیعت عمل کند.[۲۰]

## پایداری در معماری
درطول یک سدهٔ گذشته تجربه‌ها و دستاوردها و تحولات با ارزشی در معماری و در عرصهٔ محیط‌زیست رخ داده است که البته مشکلات بسیاری را به‌وجود آورده اما می‌توان گفت در آغاز سدهٔ ۲۱ میلادی وضعیت جهان به یک توسعهٔ ناپایدار رسیده که از مشخصه‌های آن می‌توان به رشد جمعیت، افزایش مصرف و توزیع نامتعادل منابع اشاره کرد. همچنین رشد جمعیت اثرات زیانبار بسیاری بر محیط طبیعی بر جا گذاشته که در درازای زمان منجر به تغییرات آب و هوایی، ایجاد حفره در لایهٔ ازن، نابودی گونه‌ها و نظام‌های طبیعی گردیده است، این مسائل باعث تغییر دیدگاه انسان نسبت به طبیعت شد. در پی این تغییر و تحولات، مفهومی به عنوان توسعهٔ پایدار پا به عرصهٔ وجود گذاشت و تعامل محیط و معماری و تأثیر دوسویهٔ آن‌ها بر یکدیگر به عنوان توسعهٔ پایدار وارد معماری شد و از همین رو معماری پایدار مورد توجه صاحب نظران قرار گرفت.
واژهٔ پایداری دارای معانی مختلفی است اما در معماری این واژه کاملاً مشخص نبوده و تعریف روشنی ندارد و بیشتر مسئلهٔ حفظ طبیعت و زمین را مورد پوشش می‌دهد، در واقع مسائل محیطی را می‌توان حوزه‌ای دانست که توسعهٔ پایدار بر روی آن تأکید دارد. معماران را می‌توان از عوامل اثرگذار در این حوزه دانست زیرا آن‌ها به‌صورت‌های مختلف مسئول ۷۵٪ تغییرات آب و هوایی هستند. با این تفاسیر معمار می‌تواند با نگاهی تازه نسبت به طبیعت، تغییرات مهمی را در این حوزه ایجاد کند. البته در طول دهه‌های گذشته راهکارهای مفیدی توسط معماران برای حل بحران‌ها ارائه شده است، اما همچنان مشکلاتی بر سر راه معماری پایدار وجود دارد.

## نقدها
مفهوم توسعه پایدار، پیوسته مورد انتقاد بوده و این انتقاد هنوز ادامه دارد، از جمله این سؤال که در توسعه پایدار چه چیزی دقیقاً باید پایدار بماند. استدلال شده است که چیزی به نام استفاده پایدار از یک منبع تجدید ناپذیر وجود ندارد، زیرا هر میزان مثبت بهره‌برداری در نهایت منجر به اتمام ذخایر محدود زمین می‌شود؛ این دیدگاه منجر به این نتیجه می‌شود که انقلاب صنعتی در کل ناپایدار است.
بحث توسعه پایدار بر این فرض استوار است که جوامع باید سه نوع سرمایه (اقتصادی، اجتماعی و طبیعی) را مدیریت کنند که ممکن است غیرقابل جایگزینی بوده و مصرف آن غیرقابل برگشت باشد. سرمایه طبیعی را نمی‌توان لزوماً با سرمایه اقتصادی جایگزین کرد. علیرغم اینکه ممکن است بتوانیم راه‌هایی برای جایگزینی برخی از منابع طبیعی پیدا کنیم، اما احتمال اینکه آنها زمانی بتوانند به کلی جایگزین خدمات اکوسیستم شوند، مانند حفاظتی که لایه ازون ایجاد می‌کند، یا تثبیت آب و هوا توسط جنگل‌های آمازون، بسیار کم است.
مفهوم توسعه پایدار از زوایای مختلف مورد انتقاد قرار گرفته است. در حالی که برخی آن را متناقض (یا استعاره عنادیه) می‌دانند و توسعه را ذاتاً ناپایدار می‌دانند، برخی دیگر از عدم پیشرفتی که تاکنون به دست آمده ناامید شده‌اند. بخشی از مشکل این است که خود «توسعه» به‌طور استوار و دقیق تعریف نشده است. چنین دیدگاهی در تضاد با جریان اصلی جامعه آکادمیک است، که اغلب اذعان می‌کند که فرایندهای سرمایه‌داری با پایداری درازمدت زندگی بشر ناسازگار است.
مبهم بودن تعریف بروندلند از توسعه پایدار به شرح زیر مورد انتقاد قرار گرفته است: این تعریف، «امکان کم‌اهمیت‌شدن پایداری را باز کرده است. از این رو، دولت‌ها این پیام را منتشر می‌کنند که می‌توانیم همزمان همه جوانب توسعه را داشته باشیم، یعنی هم رشد اقتصادی، هم توسعه جوامع و هم محیط زیست سالم. نیاز به ارزش‌های اخلاقی جدیدی نیست. این به اصطلاح نسخه ضعیف پایداری در میان دولت‌ها و کسب‌وکارها محبوب است، اما عمیقاً اشتباه است و حتی ضعیف نیست، زیرا هیچ جایگزینی برای حفظ یکپارچگی اکولوژیکی زمین وجود ندارد.»